# LGBT práva v Paraguayi

Duhová mapa Paraguaye

Lesby, gayové, bisexuálové a translidé (LGBT) se v Paraguayi mohou setkávat s právními komplikacemi, které jsou pro většinové obyvatelstvo neznámé. Mužská i ženská stejnopohlavní sexuální aktivita je v Paraguayi sice legální, ale domácnostem tvořeným homosexuálními páry se nedostává stejné právní ochrany, jakou mají heterosexuální manželé. Paraguay patří v oblasti LGBT práv mezi nejkonzervativnější jihoamerické země.
V lednu 2018 rozhodl Meziamerický soud pro lidská práva (IACHR), že součástí Americké úmluvy o ochraně lidských práv a základních svobod je i povinnost umožnit homosexuálním párům uzavřít manželství. Soudní rozhodnutí, na nějž zatím přistoupila pouze Kostarika, zavazuje většinu zemí Karibiku a Latinské Ameriky, včetně Paraguaye. Paraguayské soudy se momentálně zabývají žalobou proti dosavadní legislativě, která stejnopohlavní manželství zakazuje. Podle ní by Paraguay měla legalizovat stejnopohlavní sňatky v plném souladu s rozhodnutím IACHR.

## Zákony týkající se stejnopohlavní sexuální aktivity
Stejnopohlavní sexuální styk je v Paraguayi legální od roku 1880. Legální věk způsobilosti k pohlavnímu styku je v Paraguayi pro homosexuály 16 let a pro heterosexuály 14 let.
Během režimu diktátora Alfreda Stroessnera v letech 1954–89 byla LGBT minorita terčem represí, což ji nutilo žít v utajení. 1. září 1959 po rozsáhlém požáru v hlavním městě Asunciónu, během něhož zemřel známý rozhlasový moderátor Bernardo Aranda, neváhala paraguayská policie neprodleně obvinit 108 homosexuálních mužů ze žhářství. Případ je dnes známý jako „Kauza 108“ („Caso 108“). Zatčení muži byli uvězněni, mučeni a veřejně zostuzeni. Veškerý tisk mluvil o homosexualitě jako o příčině Arandovy smrti a Stroessnerova vláda jí okamžitě použila jako záminku pro anti-gay politiku, včetně častování příslušníků LGBT komunity coby „zlých“, „nebezpečných“ a „abnormálních“ jedinců. To, zda měli dotyční muži něco společného s touto tragédií, zůstává dodnes předmětem spekulací. LGBT skupiny se několikrát za sebou pokoušely očistit jméno obětí Kauzy 108 a režisér Renate Costa, jehož strýc byl jedním ze 108 obviněných, dokonce natočil v roce 2010 dokument „108 Cuchillo de Palo“, v němž promlouvali přeživší těchto politických procesů o nelidském zacházení, jemuž v té době museli čelit.

## Stejnopohlavní soužití
Homosexuální páry nemají v Paraguayi žádné možnosti, jak právně ošetřit své soužití. Paraguayská ústava od roku 1992 definuje manželství, jakož i veškerá soužití, včetně rodiny jako svazek jednoho muže a jedné ženy.
- Článek 49 o ochraně rodiny říká: „Rodina je základem společnosti. Stát jí přiznává zvláštní ochranu a podporu. Rodinou se myslí trvalý svazek jednoho muže a jedné ženy a jejich dětí, případně společenství lidí tvořené předky a jejich potomky.“

- Článek 50 o právu zakládat rodinu říká: „Každý má právo založit rodinu, jíž se myslí svazek jednoho muže a jedné ženy, v němž mají oba stejná práva a stejné povinnosti.“

- Článek 51 o platném manželství a o soužití říká: „Zákon přiznává právo na uzavření manželství, včetně jeho právních následků, jakož i ustanovení o právech a povinnostech manželů, rozvodu manželství a manželských majetkových uspořádání, pouze párům tvořených jedním mužem a jednou ženou. Nesezdané páry žijící v jedné domácnosti nemají veškerá práva a povinnosti, která jsou přiznávána manželům. Zákon je však považuje za rodinnou jednotku a v souvislosti s právním řádem jim garantuje určitou formu ochrany.“

- Článek 52 o právu na uzavření manželství říká: „Manželství jako svazek muže a ženy tvoří základ rodiny.“

Článek 140 paraguayského občanského zákoníku explicitně zakazuje manželství mezi lidmi téhož pohlaví.
V červenci 2010 oznámila organizace „SOMOSGAY“, že předloží paraguayskému kongresu návrh zákona o stejnopohlavním manželství.
V květnu 2017 řekl prezidentský kandidát Santiago Peňa z vládnoucí strany Colorado, že podporuje stejnopohlavní manželství. Za svá slova byl okamžitě kritizován mnoha zákonodárci, včetně paraguayského prezidenta Horacia Carta, který se měsíc předtím neúspěšně snažil prosadit ústavní změnu, která by umožnila být znovuzvolen, což zablokovaly opoziční strany kvůli obavám o ohrožení demokracie. V r. 2013 řekl Cartes, že by se radši zastřelil, kdyby měl za syna homosexuála.
12. ledna 2018 řekla SOMOSGAY, že se pokusí u paraguayského nejvyššího soudního dvora prosadit legalizaci stejnopohlavního manželství  s odvoláním se na rozhodnutí Meziamerického soudu pro lidská práva (IACHR) z 9. ledna 2018, které zavazuje všechny smluvní státy Americké úmluvy o ochraně lidských práv a základních svobod (Paraguay je jedním z nich) ke zpřístupnění institutu manželství homosexuálním párům.
V březnu 2018 oznámil prezidentský kandidát Mario Abdo Benítez (Strana Colorado), že je připraven vetovat jakýkoliv pokus o legalizaci stejnopohlavního manželství, který by prošel Kongresem. Volby pak následně vyhrál. Další odpůrci rozhodnutí IACHR řekli, že jej Paraguay neimplementuje.

## Adopce a rodičovství
Od roku 1997 říká zákon o adopci, že jakákoliv osoba bez ohledu na pohlaví a rodinný stav může osvojit dítě. Manželství a nesezdaná soužití heterosexuálních párů a svobodné ženy mají v adopčním procesu stejné postavení.

## Ochrana před diskriminací
Paraguay neposkytuje jiným sexuálním orientacím a genderovým identitám žádnou právní ochranu.
V listopadu 2015 se Kongres zabýval návrhem zákona proti homofobní a transfobní diskriminaci.

## Změna pohlaví
Paraguay neumožňuje translidem úřední změnu jména a pohlaví v osobních dokumentech. V prosinci 2016 požádaly dvě transženy o změnu jejich jména s odvoláním se na článek 25 ústavy o právu na identitu a článek 42 občanského zákoníku umožňující změnu křestního jména.
V říjnu 2016 přijalo paraguayské ministerstvo zdravotnictví rezoluci 695', podle níž by translidé měli mít právo užívat v médiích jméno, které odpovídá jejich genderové identitě. Dokument taktéž uvádí, že by pracovníci zdravotních služeb měli přistupovat k trans pacientům citlivě, a vycházet vstříc jejich právu na užívání jména kompatibilního s jejich genderovou identitou.

## Vojenská služba
Neexistuje žádný zákon, který by oficiálně zakazoval gayům, lesbám a bisexuálům sloužit v paraguayské armádě, nebo u policie.
V červnu 2010 odmítla Poslanecká sněmovna v poměru hlasů 42:4 návrh zákona zakazující homosexuálům práci u bezpečnostních složek, které zahrnují ozbrojené síly a policii.

## Školní osnovy
V říjnu 2017 přijala paraguayská vláda zákaz diskuze o LGBT tématech ve státních školách. Ministerstvo školství dokonce řeklo, že by se mělo zvážit spálení všech publikací zabývajících se transgender problematikou.

## Životní podmínky
Paraguay je považovaná ze jednu z nejkonzervativnějších zemí Jižní Ameriky. Zprávy o násilí a diskriminaci vůči členům LGBT komunity jsou časté a policie je mívá tendenci bagatelizovat. Katolická církev má v zemi velký vliv a autoritu a pravidelně odmítá jakékoli snahy o zlepšení životních podmínek LGBT menšiny. Veřejná podpora stejnopohlavního manželství a LGBT práv je ve srovnání se sousední Argentinou a Brazílií velmi nízká. Naopak je zde vidět vysoká míra náboženského fundamentalismu, která výrazným způsobem omezuje činnost LGBT organizací.

### Festivaly hrdosti
Od roku 2004 se v Asunciónu konají pravidelné festivaly gay pride.

## Veřejné mínění
Podle průzkumu Pew Research Center, který proběhl mezi 26. listopadem 2013 a 8. lednem 2014, by stejnopohlavní manželství podpořilo pouze 15 % Paraguayců, zatímco 81 % bylo proti.

## Souhrnný přehled
| Legální stejnopohlavní styk                                                               | Legální (1880)                                           |
| Stejný věk legální způsobilosti k pohlavnímu styku pro obě orientace                      | (heterosexuální styky od 14 let, homosexuální od 16 let) |
| Anti-diskriminační zákony v zaměstnání                                                    | No                                                       |
| Anti-diskriminační zákony ve službách a v obchodu                                         | No                                                       |
| Anti-diskriminační zákony v ostatních oblastech (nepřímá diskriminace, homofobní projevy) | No                                                       |
| Stejnopohlavní manželství                                                                 | (Ústavní zákaz od r. 1992)                               |
| Stejnopohlavní soužití                                                                    | (Ústavní zákaz od r. 1992)                               |
| Adopce dítěte stejnopohlavního partnera                                                   | No                                                       |
| Společná adopce dětí stejnopohlavními páry                                                | No                                                       |
| Gayové a lesby smějí otevřeně sloužit v armádě                                            | Yes                                                      |
| Možnost změny pohlaví                                                                     | No                                                       |
| Možnost umělého oplodnění pro lesbické ženy                                               | No                                                       |
| Možnost náhradního mateřství pro gay páry                                                 | No                                                       |
| MSM smějí darovat krev                                                                    | No                                                       |